# Pteraspidiformes
Die Pteraspidiformes sind eine etwa 25 Gattungen umfassende Ordnung ausgestorbener, fischartiger, gepanzerter Wirbeltiere, die vom späten Silur bis zum späten Devon vorkam.

## Merkmale
Die Pteraspidiformes waren von variabler Körpergestalt. Es gab sowohl langgestreckte, spindelartige Formen, als auch dorsoventral abgepattete, die die Form einer Bratpfanne hatten. Kopf und Vorderkörper waren völlig von einem Panzer aus Knochenplatten umgeben. Charakteristisches Merkmal der Gruppe ist der Dorsalschild der aus fünf Einzelplatten bestand, Pineal-, Rostral- und Spinalplatte und zwei Orbitalplatten, in denen sich die Augenhöhlen befanden. Die Augen waren reduziert und konnten auch fehlen. Die Seiten schützten die Branchial- und Cornualplatte, die Unterseite eine einzige Ventralplatte. Die Branchialplatte konnte zu seitlichen Kielen ausgezogen sein. Rund um die Maulöffnung befanden sich einige kleinere Platten (Oralplatten). Der Hinterkörper wurde durch kräftige, sich dachziegelartig überlappende Schuppen geschützt. Die Knochenplatten zeigten eine Ornamentierung aus konzentrisch angeordneten Graten, die aus Zahnbein (Dentin) bestanden und gesägte Ränder hatten (nicht bei den Psammosteidae).
Paarige Flossen, Rücken- und Afterflosse waren nicht vorhanden, dagegen hatten die Fische eine fächerförmige, seitlich abgeflachte und fast symmetrische Schwanzflosse. Stabilisierend könnten seitliche Stacheln gewirkt haben, die bei einigen Formen vorkamen. Auch ein Dorsalstachel war oft vorhanden. Die Pteraspidiformes schwammen wahrscheinlich durch seitliche Schlängelbewegungen des Hinterkörpers. Durch das Gewicht des Knochenpanzers müssen sie recht unbeholfen gewesen sein und verbrachten wahrscheinlich einen großen Teil ihres Lebens auf dem Boden liegend oder eingegraben im Sediment.

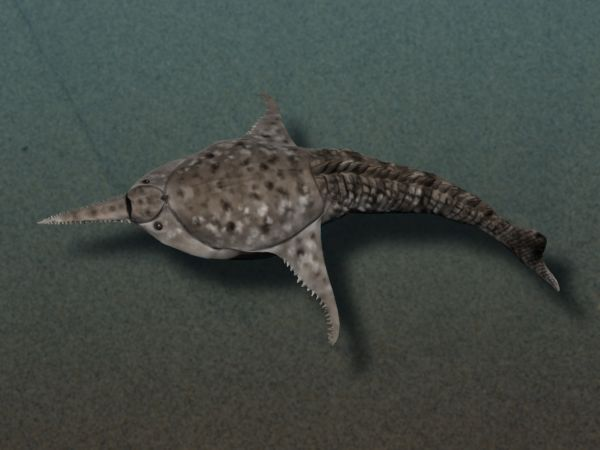
Doryaspis, künstlerische Lebendrekonstruktion

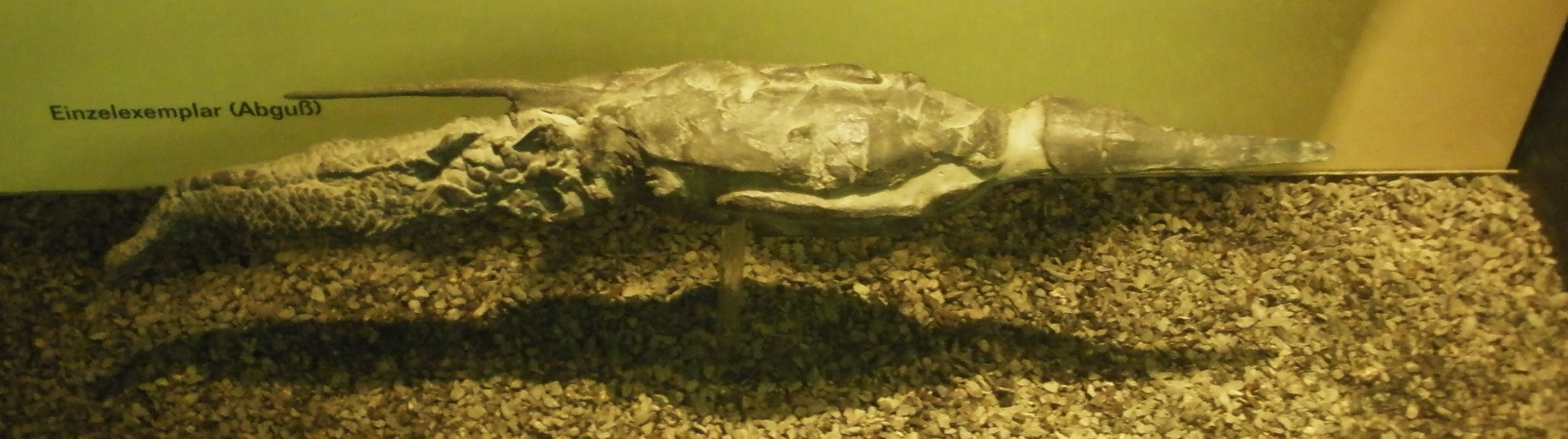
Fossil von Rhinopteraspis dunensis im Senckenberg Naturmuseum

## Innere Systematik
Innerhalb der Pteraspidiformes werden fünf Untergruppen unterschieden, die bei Nelson den Rang von Familien haben.
- Anchipteraspididae, spätes Silur bis frühes Devon von Nordamerika
  - Gattungen: Anchipteraspis, Rachiaspis, Ulutitaspis
- Protaspididae, frühes Devon von Nordamerika
  - Gattung: Cyrtaspidichthys = Protaspis
- Protopteraspididae, frühes bis mittleres Devon von Nordamerika, Spitzbergen & Russland
  - Gattungen: Doryaspis, Protopteraspis
- Psammosteidae
  - Gattungen: Drepanaspis, Psammolepis, Pycnosteus
- Pteraspididae, frühes Devon
  - Gattungen: Errivaspis, Pteraspis, Rhinopteraspis, Unarkaspis